# Сунне (комуна)
Комуна Сунне (швед. Sunne kommun) — адміністративно-територіальна одиниця місцевого самоврядування, що розташована в лені Вермланд у центральній Швеції.
Сунне 75-а за величиною території комуна Швеції. Адміністративний центр комуни — місто Сунне.

## Населення
Населення становить 13 136 чоловік (станом на вересень 2012 року). 
| Кількість населення комуни Сунне за 1810-2010 роки | Кількість населення комуни Сунне за 1810-2010 роки | Кількість населення комуни Сунне за 1810-2010 роки | Кількість населення комуни Сунне за 1810-2010 роки | Кількість населення комуни Сунне за 1810-2010 роки |
| -------------------------------------------------- | -------------------------------------------------- | -------------------------------------------------- | -------------------------------------------------- | -------------------------------------------------- |
| Рік                                                |                                                    |                                                    | Населення                                          |                                                    |
| 1810                                               | 1810                                               |                                                    | 13 626                                             | 13 626                                             |
| 1850                                               | 1850                                               |                                                    | 22 716                                             | 22 716                                             |
| 1900                                               | 1900                                               |                                                    | 22 481                                             | 22 481                                             |
| 1950                                               | 1950                                               |                                                    | 18 201                                             | 18 201                                             |
| 1970                                               | 1970                                               |                                                    | 14 044                                             | 14 044                                             |
| 1980                                               | 1980                                               |                                                    | 13 344                                             | 13 344                                             |
| 1990                                               | 1990                                               |                                                    | 13 564                                             | 13 564                                             |
| 2000                                               | 2000                                               |                                                    | 13 619                                             | 13 619                                             |
| 2010                                               | 2010                                               |                                                    | 13 255                                             | 13 255                                             |
| Джерело: SCB                                       |                                                    |                                                    |                                                    |                                                    |

## Населені пункти
Комуні підпорядковано 5 міських поселень (tätort) та низка сільських, більші з яких:
- Сунне (Sunne)
- Роттнерус (Rottneros)
- Вестра Емтервік (Västra Ämtervik)
- Лисвік (Lysvik)
- Уддгеден (Uddheden)
- Бекалунд (Bäckalund)

## Міста побратими
Комуна підтримує побратимські контакти з такими муніципалітетами:
- Комуна Ельверум, Норвегія
- Сіїнярві, Фінляндія
- Муствее, Естонія
- Кінгсбург, Сполучені Штати Америки

## Галерея

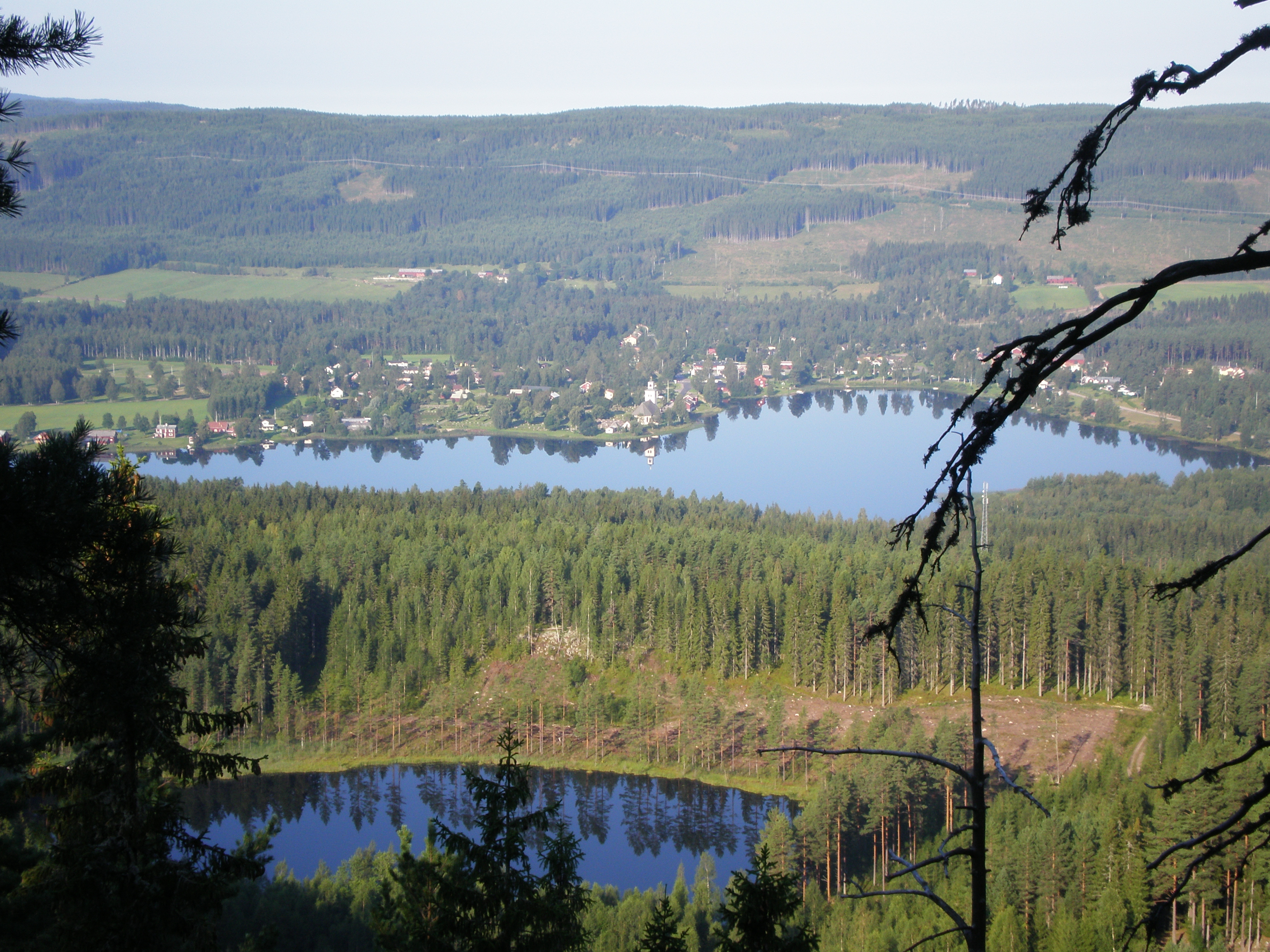
Вид на Уддгеден
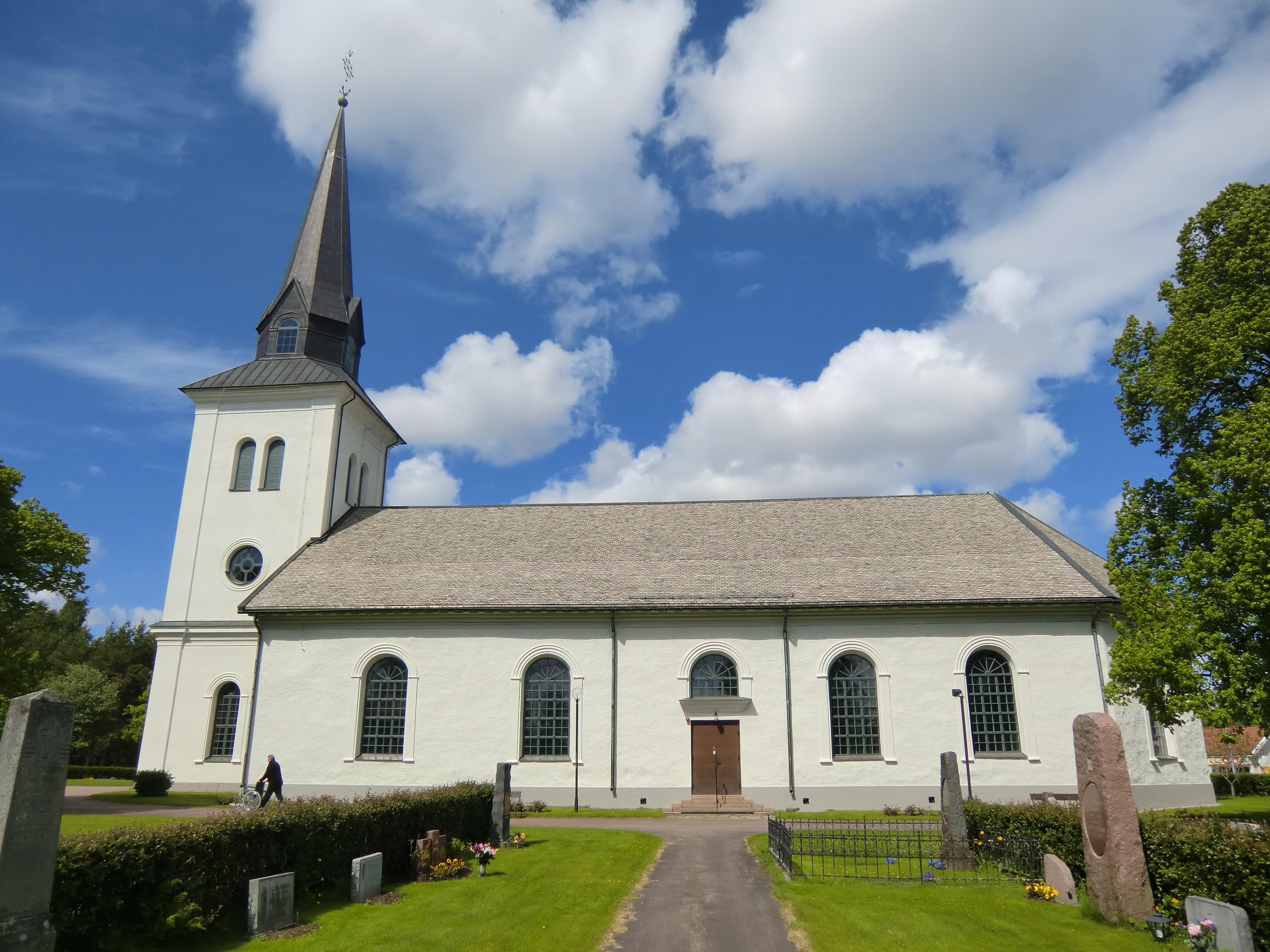
Церква (Лисвік)
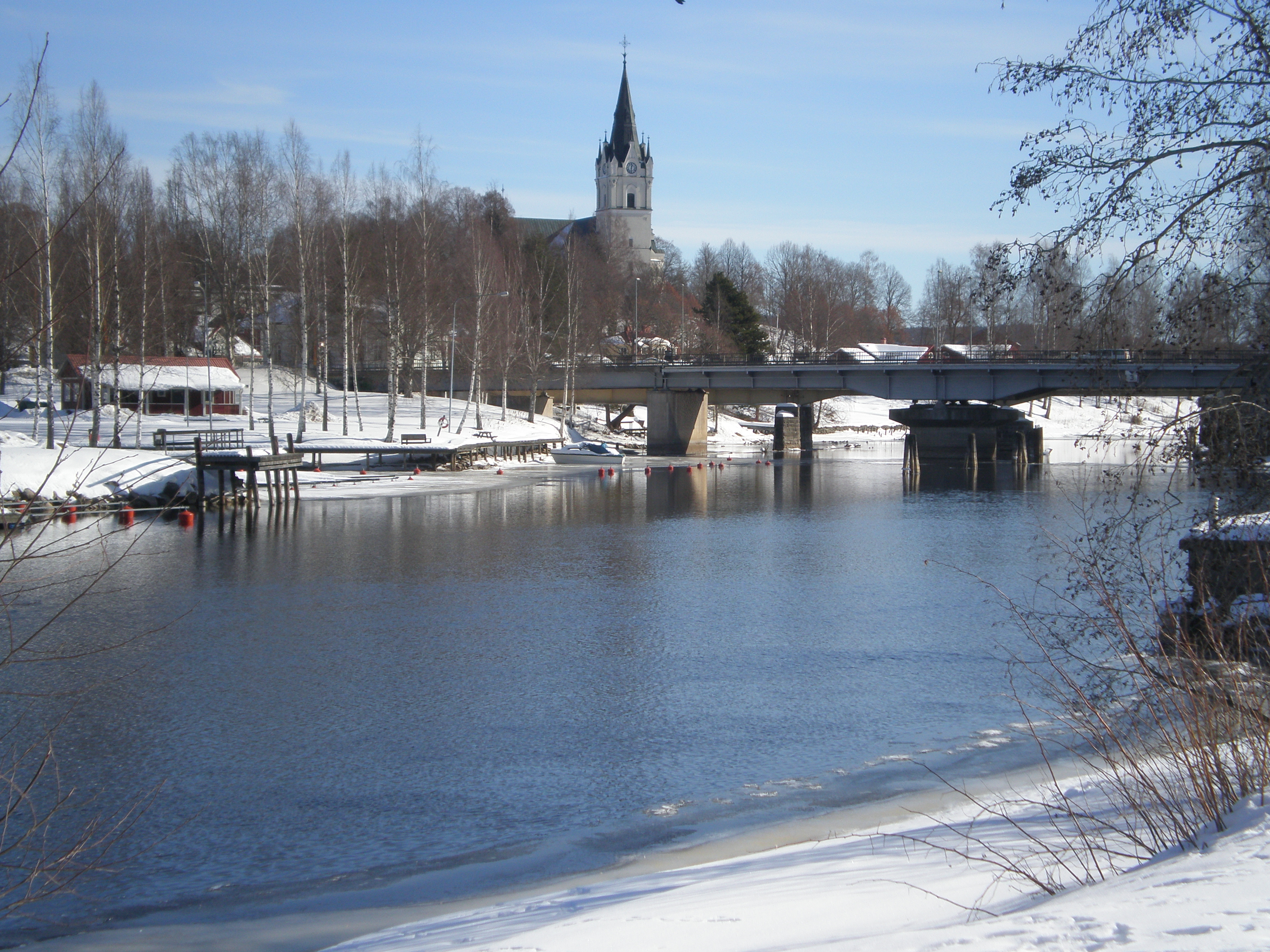
Містечко Сунне
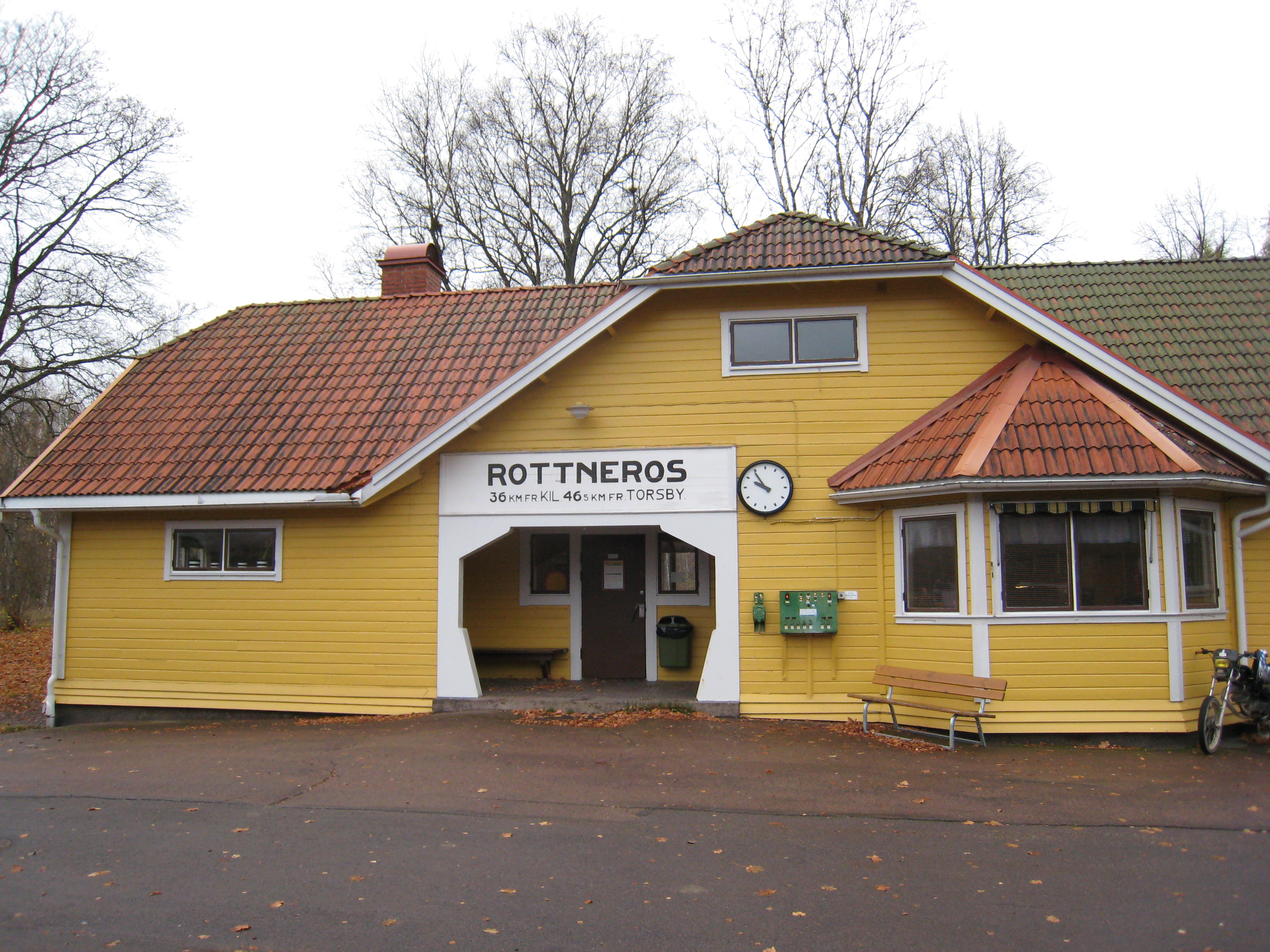
Залізнична станція Роттнерус

## Виноски
1. ↑  Folkmangd i riket, lan och kommuner (шв.) . Центральне бюро статистики Швеції. Архів оригіналу за 20 серпня 2013. Процитовано 8 лютого 2013.